# Brigsby Bear
Brigsby Bear is een Amerikaanse komische dramafilm uit 2017 die geregisseerd werd door Dave McCary. Het scenario werd geschreven door Kyle Mooney en Kevin Costello. Mooney vertolkt ook de hoofdrol.

## Verhaal
James is een jonge man die gevangen gehouden wordt in een ondergrondse bunker door zijn ouders Ted en April. Afgeschermd van de buitenwereld kijkt James dagelijks naar zijn favoriete tv-serie "The Adventures of Brigsby Bear", waarin een grote speelgoedbeer bizarre levenslessen onderwijst aan het publiek.
Wanneer de FBI binnenvalt en James bevrijdt, komt de jonge man via inspecteur Vogel te weten dat Ted en April niet zijn echte ouders zijn en dat zijn favoriete tv-serie speciaal voor hem gemaakt werd door Ted, die hem zo wilde hersenspoelen. James is teleurgesteld dat hij nooit nog afleveringen van zijn favoriete serie zal zien.
James heeft het moeilijk om zich aan te passen aan de nieuwe wereld en zijn biologische familie. Hij is bovendien vastberaden om zelf een film te maken over Brigsby Bear. Hij wordt daarbij geholpen door zijn cynische zus Aubrey en vriend Spencer. Ze bemachtigen enkele kostuums en attributen van de originele serie in hun poging om James' droomproject te realiseren. Gaandeweg overtuigen ze ook anderen om mee te werken en hun dromen na te streven.

## Rolverdeling
| Acteur              | Personage        |
| ------------------- | ---------------- |
| Kyle Mooney         | James Pope       |
| Ryan Simpkins       | Aubrey Pope      |
| Jorge Lendeborg Jr. | Spencer          |
| Mark Hamill         | Ted Mitchum      |
| Jane Adams          | April Mitchum    |
| Greg Kinnear        | Detective Vogel  |
| Matt Walsh          | Greg Pope        |
| Kate Lyn Sheil      | Arielle Smiles   |
| Andy Samberg        | Eric             |
| Claire Danes        | Emily            |
| Beck Bennett        | Detective Bander |

## Productie
Het scenario werd geschreven door Kyle Mooney en Kevin Costello, die net als regisseur Dave McCary deel uitmaken van de komische sketchgroep Good Neighbor. Mooney, McCary en producent Andy Samberg, die in de film ook een bijrol vertolkt, werkten in het verleden ook samen voor het sketchprogramma Saturday Night Live. De filmopnames vonden in de zomer van 2016 plaats in Salt Lake City. Op 23 januari 2017 ging de film in première op het Sundance Film Festival.